# A, B, C, ZH
A, B, C, Zh – albański film dokumentalny z roku 1971 w reżyserii Xhanfise Keko.
Jeden z pierwszych albańskich filmów dokumentalnych, w którym głównym bohaterem jest dziecko. Znana z realizacji filmów dla widowni dziecięcej Xhanfise Keko obserwuje z kamerą grupę pierwszoklasistów ze stołecznej szkoły podstawowej im. Konferencji w Peze. Film rozpoczyna scena nauki pisania liter, kończy – wspólna wycieczka dzieci i lekcja na łonie natury.

## Obsada
- Henrieta Bimbashi jako nauczycielka
- Vjollca Ruka
- Kadri Meçe
- Roland Dhrami
- Besnik Demaj